# Brochocin (powiat złotoryjski)
Brochocin (niem. Brockendorf) – wieś w Polsce położona w województwie dolnośląskim, w powiecie złotoryjskim, w gminie Zagrodno.

## Podział administracyjny

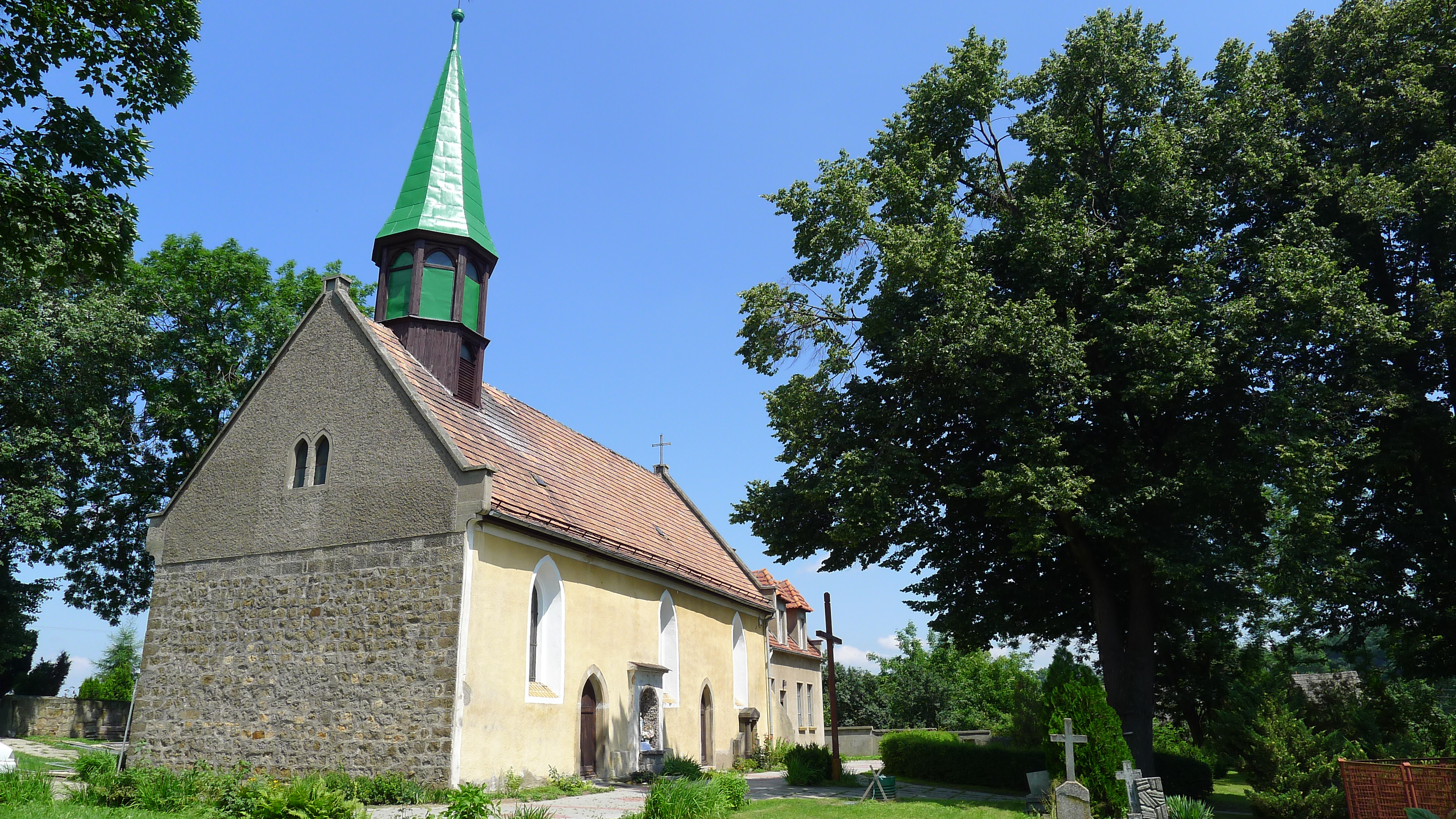
Kościół Matki Boskiej Bolesnej w Brochocinie

W latach 1954–1968 wieś należała i była siedzibą władz gromady Brochocin, po jej zniesieniu w gromadzie Gierałtowiec. W latach 1975–1998 miejscowość należała administracyjnie do województwa legnickiego.

## Zabytki
Do wojewódzkiego rejestru zabytków wpisane są:
- kościół pw. Matki Boskiej Bolesnej, z przełomu XIV/XV w., XVII w., 1880 r.
- cmentarz przykościelny
- park pałacowy, z XIX w.
- zespół folwarczny Górny
  - obora, z 1800 r.
  - stajnia, z końca XIX w., po 1930 r.
  - obora z częścią mieszkalną, z końca XIX w.
  - budynek gospodarczy, wielofunkcyjny, z początku XX w.
- aleja dębowa – śródpolna, z XIX w.

inne zabytki:
- pałac późnobarokowy, 1773 r., piętrowy, kryty dachem mansardowym z latarenką.